# Brian Shenton
Brian Shenton (15 marzo 1927 – 9 maggio 1987) è stato un velocista britannico.

## Palmarès

### Europei
- 2 medaglie:
  - 1 oro (Bruxelles 1950 nei 200 metri piani)
  - 1 argento (Berna 1954 nella staffetta 4x100 metri)

### Giochi del Commonwealth
- 2 medaglie:
  - 2 argenti (Auckland 1950 nella staffetta 4x110 iarde; Vancouver 1954 nelle 220 iarde)